# Йохан Хайнрих Ернст I фон Валдбург-Фридберг-Траухбург
Йохан Хайнрих Ернст I фон Валдбург-Фридберг-Траухбург (на немски: Johann Heinrich Ernst I Erbtruchsess Graf zu Friedberg-Trauchburg, Freiherr auf Waldburg; * 1630; † 8 февруари 1687 в Дюрментинген, Баден-Вюртемберг) е имперски наследствен трушес, фрайхер на Валдбург, от 1674 г. имперски граф на Валдбург-Фридберг-Траухбург, императорски кемерер.

## Биография
Той е син на Фридрих фон Валдбург (1592 – 1636) и съпругата му Сузана Куен фон Белази (1610 – 1669), дъщеря на фрайхер Йохан Георг Куен фон Белази, граф на Лихтенберг (1574 – 1643/1647) и графиня Вероника Гентилия фон Лодрон-Латерано (* 1581/1584). Майка му Сузана Куен фон Белази се омъжва втори път на 10 януари 1639 г. за граф Август фон Витцтум-Екщет († 1640). Брат е на Кристоф фон Валдбург-Траухбург († 16 февруари 1682), домхер в Аугсбург (1649), Пасау (1651) и Залцбург (1660 – 1681).
Йохан Хайнрих Ернст I е издигнат на имперски граф на 14 декември 1674 г.
Дядо е на Франц Карл Евзебиус фон Валдбург-Фридберг-Траухбург (1701 – 1772), княжески епископ на Кимзе (1746 – 1772).

## Фамилия
Йохан Хайнрих Ернст I фон Валдбург-Фридберг-Траухбург се жени 1661 г. за графиня Мария Анна Моника фон Кьонигсег-Аулендорф (* 1644; † 17 декември 1713), дъщеря на граф Йохан Георг фон Кьонигсег-Аулендорф (1604 – 1666) и графиня Елеонора фон Хоенемс (1612 – 1675). Те имат пет деца:
- Мария Аделхайд (* 1662; † 1742), монахиня в Бухау
- Мария Анна (* 13 април 1663; † 14 юли 1682), омъжена на 13 април 1682 г. за фрайхер и граф Йохан фон Валдбург-Волфег-Валдзее (* 13 октомври 1661; † 25 декември 1724, Валдзее)
- Мария Ернестина (* 1665; † 1683)
- Кристоф Франц фон Валдбург-Траухбург (* 20 януари 1669; † 7 март 1717, Инсбрук), наследствен имперски трушсес, граф на Валдбург-Траухбург-Фридберг-Дюрментинген и други, фрайхер на Валдбург, императорски генерал и съветник, женен на 5 февруари 1690 г. в Аугсбург или в Траухбург за графиня Мария София фон Йотинген-Валерщайн (* 29 май 1666, Йотинген; † 6 януари 1743, Шеер); имат 13 деца
- Фридрих Марквард Ернст Евсебий († декември 1682), катедраленхер в Залцбург (1681)